# メキシコの鉄道

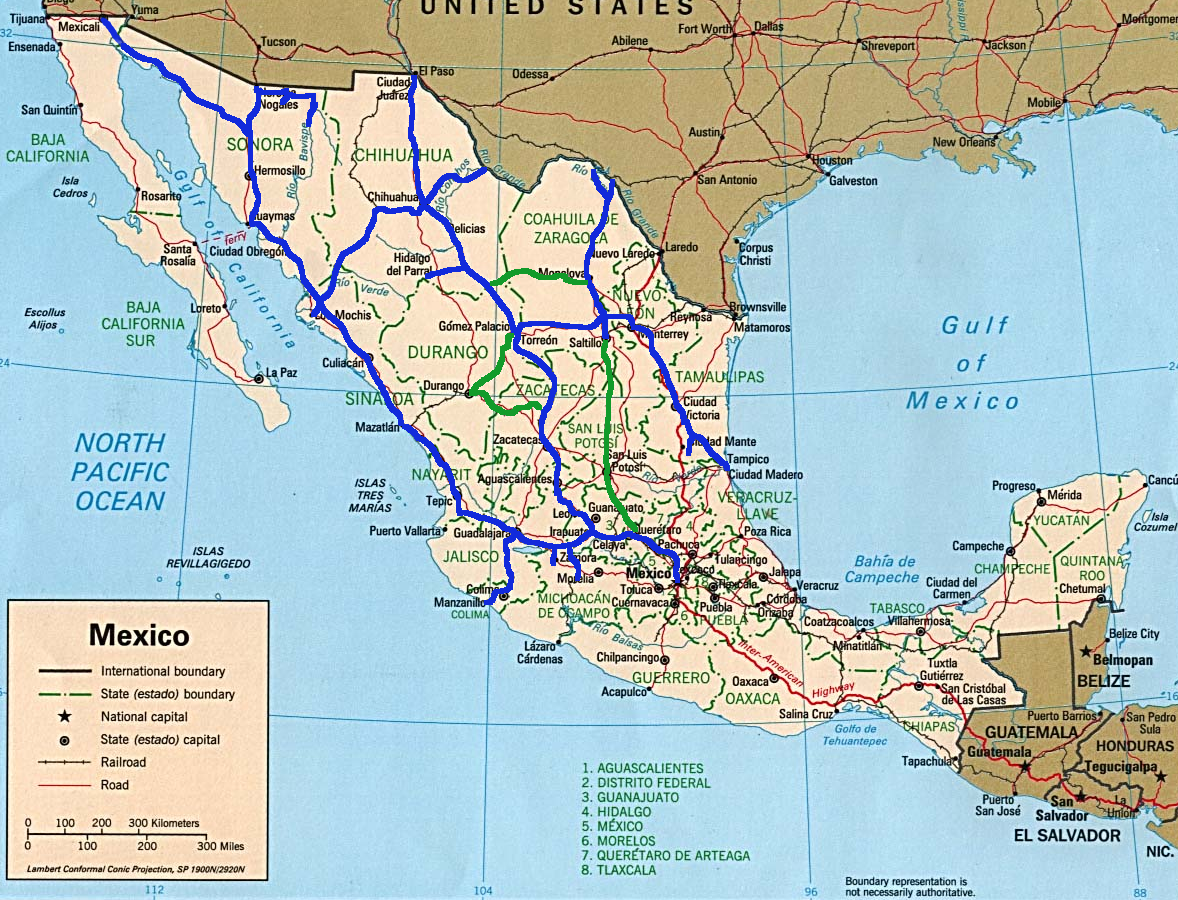
メキシコの鉄道路線図

メキシコの鉄道では、メキシコ合衆国の鉄道について記す。

## 概要
メキシコにおける鉄道は1873年にメキシコシティ - ベラクルス間 419 km が列強資本によって建設されたのを始まりとする。
1908年にはいくつかの私鉄を買収する形でメキシコ国鉄(FNMまたはNdeMと通称される)が発足、1937年には他の主力な私有鉄道を国有化し、 20,000 km を越す鉄道網が整備された。
1987年にはチワワ太平洋鉄道など最後まで残されていた私有鉄道を国有化した。
しかし自動車やバス及び航空機が国内の旅客輸送で主力になり、長い間国内の旅客輸送の中心であった鉄道は優位性を次第に落としていき、21世紀を目前にして鉄道旅客輸送は都市鉄道や後述のチワワ太平洋鉄道、いくつかの観光列車など一部を除き段階的に廃止され、その後を追うようにメキシコ国鉄は民営化された。
なお、鉄道貨物輸送はNAFTA発効に伴う需要増加に伴い盛大に行われている。

## 旅客運行
前述の通り、民営化の過程で旅客列車は多くが廃止されたため、現在ではチワワ太平洋鉄道など一部の路線にしか存在していない。

### チワワ太平洋鉄道
チワワ太平洋鉄道は、メキシコのチワワ州都チワワからシナロア州の中都市であるロスモチスまでの655kmを走る鉄道である。
同国西部を縦に貫く山岳地帯やバランカ・デル・コブレ（銅峡谷）と呼ばれる峡谷地帯などを横断する形で線路が引かれている。その為に建設は難航し、全通したのは着工から90年がたった1961年であった。
その地形から並行する他の交通手段が未発達であり貨物列車は勿論、メキシコ国内の他の路線からは消えてしまった旅客列車も運行されている。

### メキシコシティ地下鉄
メキシコシティ地下鉄は、メキシコの首都メキシコシティの大部分をカバーする公共交通機関である。パリ地下鉄と同様のシステムであり、金属車輪の案内条規とゴムタイヤの走行車輪を併せ持つ。

### メキシコシティ都市圏郊外鉄道
メキシコシティ都市圏郊外鉄道は、2008年に27kmが開通したメキシコシティと郊外を結ぶ電車。将来的には総延長242kmに拡大する予定。

### グアダラハラ地下鉄
グアダラハラ地下鉄は、ハリスコ州のグアダラハラ都市圏にある地下鉄である。

### マヤ鉄道
マヤ鉄道はマヤ文明の遺跡が残るユカタン半島を北回りと南周りで結ぶ。2023年12月、北回りのカンクン国際空港とカンペチェを結ぶ部分が開通した。

## 貨物輸送を主とする鉄道

### フェロメックス
フェロメックス(Ferromex)は、旧メキシコ国鉄の太平洋北部鉄道にあたる。メキシコの鉱山会社であるグルポ・メヒコとアメリカのユニオン・パシフィック鉄道(UP)が共同で設立した会社が運営している、メキシコ最大の鉄道である。チワワ太平洋鉄道も運営する。
アメリカ中南部からアメリカ合衆国を目指す移民は、しばしば貨物列車に乗り込む。2023年10月には、貨物列車に乗り込む移民の数があまりにも増えたため、鉄道会社は全運行の3割を運行停止する措置を取った。

### カンザス・シティ・サザン・ド・メキシコ
カンザス・シティ・サザン・ド・メキシコ(KCSM)は、アメリカのカンザス・シティ・サザン鉄道(KCS)の子会社である。旧メキシコ国鉄の北東鉄道にあたり、メキシコ国営の海運会社であるTMMとKCSとが共同で所有するメキシコ鉄道輸送(TFM)であったが、2005年より現在の形態となる。

### フェロスール
フェロスール(Ferrosur、南東鉄道)は、旧メキシコ国鉄の南東鉄道の一部にあたる。当初はメキシコの建設会社であるトリバサ・グループと、同金融グループであるインブルサ・グループが所有したが、現在はフェロメックスと同じくグルポ・メヒコの孫会社となっている。
そのほかにも、支線的な鉄道についてはその主要ユーザーである鉱山会社等が継承している。

## 隣接国との鉄道接続状況
- アメリカ合衆国 - 接続あり(貨物のみ）
- グアテマラ - 接続なし(廃止)
- ベリーズ - 接続なし